# Adolf Wagner (sztangista)
Adolf Wagner (ur. 27 czerwca 1911 w Essen, zm. 9 kwietnia 1984 tamże) – niemiecki sztangista.
Na Igrzyskach Olimpijskich w Berlinie w 1936 zdobył brązowy medal w wadze średniej (do 75 kg). Wywalczył również dwa medale mistrzostw świata − srebrny (Paryż 1937) i złoty (Wiedeń 1938). Do jego osiągnięć należą także brązowy medal mistrzostw Europy (Genua 1934). Siedmiomiokrotnie był mistrzem kraju (1934, 1936, 1938, 1941, 1949, 1951, 1952).